# Altluneberg
Altluneberg (platduits: Oolluunbarg) is een dorp en voormalige gemeente in het Landkreis Cuxhaven in de deelstaat Nedersaksen. De oude gemeente ging in 1967 op in de gemeente Wehdel, die zelf in 1974 op ging in Schiffdorf. 
Het dorp wordt voor het eerst vermeld in een oorkonde uit 1194. Het dankt zijn naam aan de Heren van Luneberg, ministerialen van de bisschop van Bremen. 